# Jean van Havre-Stier
Pour les articles homonymes, voir Stier et Havre (homonymie).
Jean Michel Antoine Joseph Ludovic van Havre-Stier, né à Anvers le 27 décembre 1764 et mort à Anvers le 7 septembre 1844, est un homme politique belge.

## Fonctions et mandats
- Conseiller communal d'Anvers : 1814-1817
- Membre des États provinciaux d'Anvers : 1816-1821, 1825-1831
- Membre du Sénat belge : 1831
- Conseiller provincial d'Anvers : 1836-1840